# Xã Langor, Quận Beltrami, Minnesota
Xã Langor (tiếng Anh: Langor Township) là một xã thuộc quận Beltrami, tiểu bang Minnesota, Hoa Kỳ. Năm 2010, dân số của xã này là 213 người.